# ‘En Ẕemed
‘En Ẕemed (hebreiska: עין צמד, ’En Zemed) är en källa i Israel.   Den ligger i distriktet Norra distriktet, i den nordöstra delen av landet.
Terrängen runt ‘En Ẕemed är varierad. Runt ‘En Ẕemed är det ganska tätbefolkat, med 155 invånare per kvadratkilometer. Närmaste större samhälle är Bet She'an, 3,2 km nordväst om ‘En Ẕemed. Trakten runt ‘En Ẕemed består till största delen av jordbruksmark.